# BATTLE OF TOKYO
この一覧は未完成です。加筆、訂正して下さる協力者を求めています。
『BATTLE OF TOKYO』（バトル オブ トウキョウ）は、GENERATIONS、THE RAMPAGE、FANTASTICS、BALLISTIK BOYZ
、PSYCHIC FEVERといった「Jr.EXILE世代」と呼ばれるEXILE TRIBEの新世代が中心となったプロジェクト。2019年に始動。略称はBOT。

## 概要
未来の架空都市「超東京」を舞台にGENERATIONS、THE RAMPAGE、FANTASTICS、BALLISTIK BOYZによる「Jr.EXILE」総勢38名が集結し、コラボバトルを繰り広げる次世代エンタテインメント・プロジェクト。小説は4グループの38人がベースとなったキャラクターたちが登場し、架空未来都市「超東京」を舞台に、闘いと絆の物語が展開される。

## ストーリー
世界的な大嵐による壊滅から、先端複製技術で急速に復興を遂げた大都市「超東京」に特殊能力を持つ若者達が現れた。ファイナル・ファクトを狙う怪盗団MAD JESTERS、最強無比の用心棒組織ROWDY SHOGUN、変幻自在のイリュージョン集団Astro9、風狂無頼のハッカーチームJIGGY BOYS。異なる望みを胸にした彼らと一人の少女の運命が絡み合い、動き始める。

## 登場人物

### MAD JESTERS（≠GENERATIONS）
"超東京"に暗躍する神出鬼没の怪盗団。普段はそれぞれの仕事をしているが、裏の仕事の際はお互いの職能を活かし、協力して困難な盗みを成し遂げる。拠点は"渋谷"の雑居ビルで、入居者全員が怪盗団のメンバーである。
TEAM SKILL『複製（コピー）』
ZERO（≠白濱亜嵐）
声 - 梶裕貴
チームの荒事担当にしてシャーロックの相棒。戦いを生業とする一族に育ち、幼い頃から殺しの技術を叩き込まれてきた。あらゆる武器の扱いに長けて、軍用格闘技「CQC」の使い手で格闘技術も極めて高く対人戦では無類の強さを誇る。クールだが仲間思い。戦い漬けの日々から自分を救い出してくれたチームのメンバーに深い感謝の念を抱いている。
SherRock(シャーロック)（≠片寄涼太）
声 -  内田雄馬
チームの司令塔。表の顔は私立探偵で、ゼロと共に探偵事務所を営んでいる。科学者だった父から受け継いだ様々な工学知識を持ち、自ら作り出した様々なギミックを駆使して盗みに活用する。触れたものを任意に複製する異能を持ち、その精度はチーム随一。物腰柔らかだが内面は熱く、パンクロックをこよなく愛する孤高の反逆者。
SMASH(スマッシュ)（≠数原龍友）
常に闘うことを考え、常に戦いに備え、日々鍛錬を続けている漢。己の拳で頂点を目指し続ける屈することのない性格。ナチュラルな体作りを心掛け、合成食物を嫌う。高タンパク食材によって培われた鋼の肉体はゼロを凌ぐパワーを発揮する。祖母・母，妹ら女系家系で育ったためか、女性にはとても優しく、その反面男には限りなく厳しい。
Chatter(チャッター)（≠小森隼）
チームのムードメーカー。明るく元気で口達者で、頭の回転も早くキレのいい話術を得意とする。表の顔は人気ネット番組の司会者だが、裏の顔は『銃使い』。様々な銃火器をコピーしては景気良く乱射する。一見能天気なようだが意外としっかり者。いつもチーム全体の未来を見据えて動く。「女の子に優しく』がモットーだが惚れっぽいのが玉にキズ。
MASATO(マサト)（≠佐野玲於）
チームの情報収集・潜入担当。特殊な瞳を持ち常人には見えないものが見える。紫外線・赤外線など目視出来るためセンサー類を掻い潜りあらゆる場所に侵入できる。表の顔はネットカフェの店長だが、店内には本人しか入れない隠し部屋を自宅としている。紳士的だが秘密主義者で仲間にさえ本当の自分は見せない謎多き男。
PARTE(パルテ)（≠関口メンディー）
声 - 木村昴
チーム最年少で若きホープだが、コピースキルは天才的で、「衝撃波」「レーザー」など形のないものも複製できる。引っ込み思案でチームではいじられキャラだが仲間達には可愛がられ、同時に頼りにもされている。表の顔は出前のバイト。都内の道に詳しく、ビーグル類の操縦技術も高い。装甲車のような特注出前ビーグルを駆使しチームをサポートする。
ROSSO(ロッソ) （≠中務裕太）
チームのバックアップ担当。寡黙だが仕事の技術は高く、仲間のピンチには的確な援護を行う。だが鮮血を見ると普段抑えている力のリミッターが外れて悪魔じみた戦いぶりを見せる。表の顔は歴史学者で、"超東京"成立以前の旧世界について研究している。平常時の性格は穏やかで弱者には優しく、「人助けに理由はいらない」が口癖の人情厚き男。

### ROWDY SHOGUN （≠THE RAMPAGE）
力を以って暴力を制する、最強無慈悲の用心棒組織。高額な報酬と引き換えに要人や希少品を警護する。本拠地は六本木。ダークヒーロー的な性質を持つが、街のはぐれ者が集まって出来たチームなので弱者には優しい。
TEAM SKILL『守護（プロテクト）』
HADES（ハデス）（≠LIKIYA）
チームを率いるリーダー。街の厄介者やはぐれ者をまとめ、現在のチームを創り上げた。責任感が強く、指揮統率能力に長け、人望も厚く、金儲けも得意で、自分の才能を信じ切っている。ファッションは派手なものを好み、歯にはダイヤが入っている。街の成功者であり不良たちの希望。戦闘スタイルはパワータイプ。チーム最大の体躯と筋力を誇り、力任せに敵を殴り飛ばす。
GOEMON（ゴエモン）（≠陣）
荒々しさと思慮深さを併せ持つ剣術使い。他人と比べることなく、自分を高める事のみに全神経を傾ける求道者。剣術の世界は負け知らず。用心棒稼業をしつつ伝説の刀を探し求めている。『忘己利他』をモットーとし自分より他者の為に尽くすサムライ。水色の毛並みを持つ愛馬とし、人馬一体のコンビネーションを誇る。和風ファッションを好み、寿司が好物だがネタのチョイスが変。
BAILEY（ベイリー）（≠RIKU）
声 -  岡本信彦
キックボクシングを得意とし、磨き上げてきた打撃技術で敵を打ち倒す。日々のトレーニングを欠かさないストイックな男。強者との戦いをこよなく愛する生粋のバトル好き。"超東京"郊外の砂漠に産み捨てらライオンに育てられた野生児。その後街に下りて自力で生き抜いていたところ、今の仲間達と出会った。孤独と痛みを知る為敵以外には優しい。
MI-YA（ミーヤ）（≠神谷健太）
5年前の嵐で家族を失い、天涯孤独の身となった。チームに所属するまでは誰にも頼らず誰とま組まず1人で生きてきた。1人が好きだが孤独は嫌い。過去にも未来にも囚われず、今が幸せであればそれでいいと考える楽天家。感情の起伏が激しいが、天真爛漫なところがあり、他者を惹きつける魅力を持つ。不思議なことに興味を持ち、特にマジックを好む。愛読書は聖書。
GUSK（グスク）（≠与那嶺瑠唯）
紫髪の伊達者。スピードには自信はないがチーム随一の防御力を誇る。マシンガンで撃たれても平然とし怪力で敵を投げ飛ばす。大家族の長男坊として育った為非常に面倒見がいい。頼まれると断れず、他のメンバーが投げ出すような厄介な依頼がしばしば舞い込む。普段は穏やかだが、空腹時には極端に不機嫌になって暴れ出す。そうならないように、普段からチョコバーを携帯している。
MARDUK（マルドゥク）（≠山本彰吾）
昔、何者かに両親を殺された為そこからは妹を守る為用心棒として自らを鍛えつつ親殺しの犯人を探している。チーム加入前は盗み・誘拐などの悪党稼業を生業としていたが今は完全に足を洗っており、当時の技術や経験は人を護る為に活用している。人間の心理や動きの統計を取り警護に役立てている。戦闘スタイルは柔術系で、投げ技・締め技を駆使する。ゴエモンと同じく和装好き。
LUPUS（ルプス）（≠川村壱馬）
声 -  石川界人
戦闘スタイルは我流だが、それ故に型にははまらずオールマイティな戦いぶりを見せる。性格は無駄を嫌う合理主義者(リアリスト)。一匹狼気質だがチームで行動する時は周囲としっかひ連携する。仲間を思うあまり問題は自分1人で解決しようとする傾向がある。血の気の多いチームの中では比較的冷静沈着な性格を買われて、女性警護の仕事を任される事が多い。
LUCAS（リュカ）（≠吉野北人）
声 -  堀江瞬
少年の面影を残した美青年だが、格闘の腕はルプスやベイリーに比肩する。円満な家庭で育ったが幼い兄弟達を養う為に危険な用心棒稼業をやっている。子供の扱いに慣れている為要人の子息・子女警護の任務を任される事が多い。性格は明るく元気でやや子供っぽい。低身長であることを気にしており、「チビ」と言われると本気で怒る。
TRAVIS（トラヴィス）（≠岩谷翔吾）
様々な分野に深い知識を持つ策士で、作戦立案を得意とし、ビーグル類の操縦技術も高い。車やヘリを自在に操り、要人や護衛対象を運ぶ。性格は荒っぽく喧嘩好きで、格闘技の素養はないが力が強く腕力のみで的をねじ伏せる。90年代ファッションや文化を好む歴史オタク。シンプルで表裏がない反面頑固。自分なりの正義を絶対曲げないがそこには狂気にも似た危うさが潜んでいる。
SARUTOBI（サルトビ）（≠浦川翔平）
チーム最速のスピードを誇る軽業師。高い身体能力を誇りアクロバットな打撃で敵を仕留める。性格は明るく愛嬌があり、誠実かつ謙虚。チームの結束を何よりも重視し、裏切り者を決して許さない。『プロテクト』スキルの他に「一瞬先の未来を見る」能力を持っている。マリーンの変身能力と同様原理は不明。本人曰く「俺が早すぎるせいでたまにスピードの向こう側が見える」とのこと。
KISARAGI（キサラギ）（≠藤原樹）
家は如月財閥という途方もない大富豪の御曹司だが親に敷かれたレールを拒み闘争の世界に身を投じた。高い知性と教養を持ち服芸も得意。変装や潜入の技術も有する。時にはミーヤと組み、要人のボディーガードをしつつ様々な機密を入手する。出奔前は様々な『ファイナル・ファクト』に触れてきた。フェイクだらけの超東京に疑念を持っており、この世界に一石を投じたいと思っている。
MARINE（マリーン）（≠武知海青）
普段は温厚だがひとたびスイッチが入ると人格も体型も変化する。変身時はハデスをも凌ぐ巨漢となり凶暴性を発揮する。この能力は『プロテクト』のスキルとは異質であり、本人も原理はわかっていない。金持ちに憧れ、上昇志向も強い。趣味はトレーニングで、努力家のベイリーとは仲良し。
q-b（キューブ）（≠長谷川慎）
チームの装備制作担当。モノ作りが得意で整備やカスタマイズの技術にも長ける。器用でセンスも優れているが優柔不断なのが欠点。こだわり始めると延々と考え込む。荒事は好まず後方支援を得意とするが、戦えばそれなりに強く、自身の装備で敵を翻弄する。舞台芸術が好きで、いつかスーパー歌舞伎のような興行をやりたいと夢見ている。ゴエモン・マルドゥクとは和モノ好き仲間。
JOE（ジョー）（≠龍）
エイノットの相棒。血の気の多いチームの中では稀有な内気な男。病気の両親の治療費を稼ぐため用心棒となった。争い事は苦手だが知能と機転に優れて仲間たちには信頼されている。催眠作用のある『眼力』を持ち、目を合わせた相手を短時間だけ操ることができる。怒る人を肴めたり説得する仕事が得意。仕事には真面目なチーム一の常識人。
A-NOT（エイノット）（≠鈴木昂秀）
チームの情報部門担当。デジタル技術に長け頭脳戦を得意とする。エイノットはハンドルネーム。趣味はゲームで、仕事以外はゲームに勤しんでおり、業界では伝説的な有名人。自分で戦うことは少なく、各種ビーグルやガジェットを遠隔操作する。仕事は精密かつ完璧。『情報』に並々ならぬ執着があり、災害等によってデータが失われる事を何よりも恐れている。
JUDY（ジュディ）（≠ 後藤拓磨）
チームの喧嘩師にしてミュージシャン。音楽の才能にも長け、用心棒の仕事の傍らアーティストとしても活動している。性格は短気かつ攻撃的。何事も「ROCKかROCKじゃないか」で判断する。その言動・行動は難解だが、本人なりの筋と美学に従って行動する。過去の偉大なアーティストに対しては宗教的な崇拝心を抱いている。音楽と喧嘩と熟女を愛する、熱きロッカー。

### Astro9 （≠FANTASTICS）
魔法のようなショーで観衆を魅了するイリュージョン集団。異能を駆使して街の揉め事を解決するトラブルシューターとしても活動している。拠点は"超東京"郊外のアストロパークで、園内の平和を護る人気者である。
TEAM SKILL『変換（コンバージョン）』
TEKU(テクウ）(≠世界）
声 -  武内駿輔
Astro9の知恵袋。空気中の熱量を変換するスキルを持ち、炎を自在に操る。舞台ではファイアジャグラーとして活動しており、華麗な炎のショーを披露する。仕事以外でも創作活動が好きで、興味が湧くととことん追求する。趣味で車を作ったり、ステージの仕掛けを自作したりもする。ファッションも好きで「衣装も芸の内」とイタルと共にオシャレを研究している。
ITARU(イタル）（≠佐藤大樹）
声 -  小野賢章
トラブルシューター『Astro9』の切り込み要員。重力変換のスキルを持ち、予測不能の軌道で敵に接近し、重い打撃で打倒する。普段はイリュージョン集団の一員として、軽快なアクロバットで観客を魅了する。性格は破天荒で向こう見ず。正義感が強いが、熱くなりやすいのが弱点。五年前に最愛の妹を亡くしており、彼女を蘇らせる方法を探している。この世界のファッション誌「SWING」の愛読者。
寿 一(ハジメ）(コトブキハジメ)（≠澤本夏輝）
チームの料理人。ステージに併設された屋台で、美味な多国籍料理を提供し、客の評判を呼んでいる。地場変換のスキルを要し、金属製のナイフを自在に操る。料理は上手いが材料は秘密。仲間にはしばしば正体不明の料理を出すが、味は良い。過去にも謎が多いが、「ミステリアスな男はモテる」と信じ、自分からは語らない。口癖は「何か食うか？」と「黙って食え！」。料理で何事も押し通す男。　
KAGURA(カグラ）（≠瀬口黎弥）
自身の身体速度を変換し、超高速移動を得意とするスピードスター。負けず嫌いで頑固。とにかくせっかちで、回り道を嫌い、危険にもストレートに飛び込んでいく。舞台上ではスキルを活かし、瞬間移動のショーを演じている。日常生活の動きも異常に速い。音楽もテンポの早いEDMが好き。そんな性格に似合わず、推理小説の愛好家。毎回すぐに犯人を当てようと挑戦するが、それだけはままならない。
DILL(ディル）（≠堀夏喜）
陽気で器用なBMX乗り。弾性・剛性変換のスキルを持ち、生き物のように愛車を操る。性格はワンパクで明朗快活。いつも明るい彼の周りでは、笑いが絶えない。ただ時間にルーズで、寝坊と遅刻は日常茶飯事。たまにショーの仕事にも遅れかけ、仲間たちにどやされる。
かなりの食いしん坊で、ハジメの料理は特に好物。「SWING」愛読者で、ピアス好き。しているピアスによってテンションが変わる。
KANE(ケイン）（≠木村慧人）
大気の流れを変換するスキルを持ち、突風やカマイタチを駆使して、犯罪者を制圧する。舞台では空中浮遊のイリュージョンを演じている。芸が上手く笑顔もチャーミングなので、女性ファンが特に多い。だが仕事には誠実で、日々技術を磨いている。出会いを大切にし、女性に優しい。とある美女の写真を常に持ち歩いているが、それが誰なのかは、仲間にも語らない。
KARASU(カラス）（≠八木勇征）
マイペースな気分屋。興味がない事には適当だが、やるべき事はキッチリこなす。座標変換のスキルを持ち、自ら手なずけた合成獣を召喚して戦わせる。舞台上ではその愛獣たちと共に、猛獣使いとして活躍している。愛を知らずに育ち、群れることは嫌いだった。
だがチームの皆と触れ合っていくうち、いつしか彼の孤独は埋まっていた。それゆえ誰よりも仲間思いだが、表には出せないシャイな男
ARIA(アリア）（≠中島颯太）
静かなる伊達男。運動ベクトル変換のスキルを持ち、独特の軌道で舞うように戦う他、敵の攻撃を反射することも可能。舞台上ではピエロとして、パントマイムを披露する。普段は物静か、というより声が異常に小さい。性格は朗らかで冗談好き。小声で聞き取りにくいがよく喋る。アンティークを好み、父の形見の古びた腕時計を大切にしている。それが世界にとって重要な品であることはアリア自身も知らない。

### JIGGY BOYS （≠BALLISTIK BOYZ）
裏社会に名を馳せる風狂無頼のハッカーチーム。多彩なデジタルデバイスで武装しており、諜報活動や戦闘を得意とする。本拠地は池袋。様々な過去を持つ者達が集まってできたチームで、皆自由を求めて共闘している。
TEAM SKILL『『解析（スキャニング）』』
Skeet(スキート) （≠砂田将宏）
声 -  細谷佳正
ハッカーチーム「JIGGY BOYS 」のまとめ役。別にリーダーという訳ではないが、チーム思いで人柄が良いため、なんとなくそのポジションに収まった。性格は、短気な一面もあるが、基本的には愛嬌がありポジティブ。仲間たちを心から信頼しており、自由すぎるメンバーに手を焼きつつも、常にチームのことを一番に考える。結婚願望が強く、幸せな家庭生活を妄想し始めると止まらない。好物は牛丼。
Flory(フローリー)（≠海沼流星）
ユキと並ぶ身体能力を持ちながら、動くことを好まないインドア派。基本的にモニターの前から動かず、怠惰に過ごしている。ハッキン
グの腕は優秀だが、それ以上に得意なのはゲーム。伝説的ゲーマー『A-NOT』とオンラン上で覇権を争っている。電子機器を満載した
大型SUV車を持ち、コントローラーでそれを操縦する。車は防弾加工と光学迷彩が施されており、軍用走行車並みの戦闘能力を持つ。
Future(フューチャー) （≠深堀未来）
声 -  木村良平
とある富豪の一人息子。窮屈な生活に耐えられず、自由を求めて家でした。金や権力でなく、信頼できる仲間を探して放浪していた中、今の仲間たちと出会った。その出会いが彼の運命を変え、チーム創設のきっかけとなった。仲間への思いが強すぎるため、簡単に
『仲間』とか『ダチ』とかいう奴が嫌い。努力型であり、天才肌の者に憧れを持つ。だがスキルの精度は高く、時には『一瞬先の未来』をも見通す。
クロード（≠日髙竜太）
チーム最高のスキル使い。高速かつ精密な解析能力を持ち、目にしたものの本質を暴く。性格は硬派で、チャラチャラした奴が嫌い。
極めて頭が切れ、かつ冷静沈着。敵対者に容赦ないが、決して仲間を見捨てないため、周囲に信頼されている。ハッキングの腕は
他メンバーに劣るものの、自頭がよく努力家なため、時には仲間を凌ぐこともある。クールに見えるが凄惨な過去を持ち、内面には
獣が住んでいる。
将(ユキ)（≠加納嘉将）
チーム最高の身体能力を持つ肉体派ハッカー。性格もメンバーの中では武闘派で、戦闘も得意。半面読書好きで、古い資料を読み込んで
は、自分たちのスキルの謎を探っている。仕事においては、堅実に先の先まで考えるタイプ。だが思慮が深すぎて、時に妄想に入り込む
癖がある。そうなると非常にめんどくさい。リブラ同様、裏稼業生活に密かな懸念があり、いつか表社会に出たいと思っている。
Libra(リブラ) （≠奥田力也）
チームきっての正義漢。ハッカー稼業に手を染めているが、それは権力者への反逆の意思の表れ。抑圧を憎み自由を愛する。観察力と
判断力に優れ、仕事の際には頼りになる。性格はしっかり者で、チーム一の仲間思い。スキートと共に、癖だらけのチームのメンバー
をまとめる。今は社会の裏に潜んでいるが、いつかは仲間たちと共に、光差す表社会で活躍したいと願っている。
X(エックス)（≠松井利樹）
頭脳派が多いチームの中では、数少ない戦闘の専門家。あらゆる銃器の扱いに精通している。全身に多数の銃を隠し持っており、
戦闘時は次々と武器を切り替えながら戦う。またスキルで敵の動きを解析・先読みし、戦況を有利に運ぶ。それほどの強者ながら
「人は絶対に殺さない」を信念とし、射撃も手足など命に関わらない箇所を狙う。普段の生活はのんきで話好きだが、自分の
出自は黙して語らない。

### DUNG BEAT POSSE（≠PSYCHIC FEVER）
様々な合法・非合法ビジネスを手掛けるアンダーグラウンド・ギャングスタ。闇の武器商人として裏社会で知られている。拠点は新宿地下街。特殊効果を持つ『ファイナル・ファクト』を複数保有しており、それらを売買している。
TEAM SKILL『マージ』
FORCE(フォース) 　(≠剣)
MICHI(ミチ)　（≠中西椋雅)
AYASE(アヤセ)　(≠渡邉廉)
VinceP (ヴィー)　(≠JIMMY)
HARUTO (ハルト)　(≠小波津志)
　ギター使い。マリクの相棒。ギターの音色に様々な感情・感覚を合成し、精神攻撃を行う。
HANKICHI (ハンキチ) 　(≠半田龍臣)
　電脳使い。DUNG BEAT POSSEのハッカー。高価な量子スパコンを駆使し、電子戦を制する。
MALIK (マリク)　(≠WEESA)
　武器使い。全身機械の最新鋭サイボーグ。新種のスキル『マージ』により、体に様々な兵器を合成している。

## 用語
IUS（アイアス）
本作のメタファーとも言える謎の超自然災害。存在する全てを破壊すると同時に新しいものを創生させる。
超東京
本作の舞台となる近未来の東京で、IUSにて壊滅した東京が奇跡の復興を遂げ誕生する。
コピー技術
現実で言う3Dプリンターのようなもので、本作では、失われたものを再び作り直すことができるテクノロジー技術となっている。

## 関連作品

### 小説
月島総記 『小説 BATTLE OF TOKYO』（角川文庫）
- vol.1 2021年2月25日発売、ISBN 9784041026465
- vol.2 2021年7月16日発売、ISBN 9784041026489
- vol.3 2022年2月22日発売、ISBN 9784041026502
- vol.4 2022年7月21日発売、ISBN 9784041026526
- vol.5 2023年6月13日発売、ISBN 9784041138663

### ウェブトゥーン
- BATTLE OF TOKYO「覚醒のルプス」（脚本：深見真、絵コンテ：百々瀬新、制作：LDH DIGITAL、LINEマンガ連載、全34話）

### 公式ビジュアルガイド
『BATTLE OF TOKYO OFFICIAL STARTING GUIDE』
- 2022年2月18日発売、ISBN 9784046804587

### アルバム
|   | 発売日         | タイトル                                       | 順位 |
| - | -------------- | ---------------------------------------------- | ---- |
| 1 | 2019年7月3日   | BATTLE OF TOKYO 〜ENTER THE Jr.EXILE〜         | 3位  |
| 2 | 2021年6月23日  | BATTLE OF TOKYO TIME 4 Jr.EXILE                | 3位  |
| 3 | 2023年7月19日  | BATTLE OF TOKYO CODE OF Jr.EXILE               | 3位  |
| 4 | 2024年8月7日   | BATTLE OF TOKYO Jr.EXILE vs NEO EXILE          | 3位  |
| 5 | 2024年11月27日 | BATTLE OF TOKYO 〜COLLABORATION BATTLE STAGE〜 |      |

### 配信ライブアルバム
- BATTLE OF TOKYO CODE OF Jr.EXILE (LIVE)  （2024年5月8日）

### 映像作品
- BATTLE OF TOKYO 〜TIME 4 Jr.EXILE〜（2023年1月18日）
- BATTLE OF TOKYO -CODE OF Jr.EXILE-（2024年5月29日）
- BATTLE OF TOKYO 〜Jr.EXILE vs NEO EXILE〜（2024年12月25日）

## ライブ
BATTLE OF TOKYO 〜ENTER THE Jr. EXILE〜
- 2019年7月4日、7月5日、7月6日、7月7日：千葉・幕張メッセ 国際展示場ホール

BATTLE OF TOKYO 〜TIME 4 Jr.EXILE〜
- 2022年7月21日、7月22日、7月23日、7月24日：埼玉・さいたまスーパーアリーナ

BATTLE OF TOKYO 〜CODE OF Jr.EXILE〜
- 2023年7月21日、7月22日、7月23日：埼玉・さいたまスーパーアリーナ
- 2023年7月29日、7月30日：大阪・京セラドーム大阪

BATTLE OF TOKYO 〜Jr.EXILE vs NEO EXILE〜
- 2024年8月10日 - 12日：埼玉・さいたまスーパーアリーナ